# Перри, Грейсон
Грейсон Перри (24 марта 1960 года) — английский художник, в основном известный своими керамическими изделиями и переодеваниями. Вазы, созданные Перри, классических форм, оформлены в ярких тонах. Однако изображённые сюжеты идут вразрез с привлекательным дизайном. В его работе присутствует сильный автобиографический элемент, благодаря которому часто проявляется женское альтер эго Перри — «Клэр». Перри был удостоен премии Тернера в 2003 году.
В 2008 году Перри занял 32 место в списке Телеграф «100 самых влиятельных людей в Британской культуре». В 2012 году Перри был среди британских культурных икон, отобранных художником сэром Питером Блэйком, чтобы появиться в новой версии своего самого известного произведения — «Битлз» альбома сержанта Пеппера оркестр клуба одиноких сердец — в честь британских деятелей культуры своей жизни.